# بطولة الأمم الخمس 1947
بطولة الأمم الخمس 1947 (بالإنجليزية: 1947 Five Nations Championship)‏ هو الموسم 53 من  بطولة الأمم الخمس. كان عدد الأندية المشاركة فيه  5، وفاز فيه منتخب إنجلترا الوطني لاتحاد الرغبي، ومنتخب ويلز الوطني لاتحاد الرغبي.